# Estera Dobre
Estera Tamaduianu Dobre (născută Dobre; n. 10 februarie 1987, Râmnicu Vâlcea, România) este o sportivă română, care a concurat în competițiile de lupte, categoria muscă.

## Activitate
Între 2007 și 2013, Dobre a câștigat un total de șase medalii de argint la Campionatele Europene de lupte⁠(d) la categoriile 48 și 51 kg.
A fost descalificată la Campionatele Europene de lupte din 2013⁠(d), fiind depistată pozitiv la un control antidoping și a primit doi ani de suspendare. Este membră a clubului CSA Steaua București și este antrenată și instruită de Matefi Arpad.
Dobre a reprezentat România la Jocurile Olimpice de vară din 2008 de la Beijing, unde a concurat la categoria 48 kg, feminin. Ea a fost eliminată în cel de-al doilea tur preliminar, după ce a pierdut în fața sportivei din El Salvador, Íngrid Medrano⁠(d), cu scorul de 8-12.

## Palmares

### Jocurile olimpice
- participantă la Jocurile Olimpice de vară din 2008 de la Beijing

### Campionatele Europene de Lupte
- Medalie de argint la categoria 51 kg la 2013, Tbilisi[7]
- Medalie de argint la categoria 48 kg la 2012, Belgrad
- Medalie de argint la categoria 51 kg la 2011, Dortmund
- Medalie de argint la categoria 51 kg la 2010, Baku
- Medalie de argint la categoria 48 kg la 2009, Vilnius
- Medalie de argint la categoria 51 kg la 2007, Sofia